# Turnia Kukuczki
Turnia Kukuczki – turnia na Wyżynie Częstochowskiej w miejscowości Mirów, w gminie Niegowa, w powiecie myszkowskim, w województwie śląskim. Jest jedną ze Skał Mirowskich. Znajduje się w grzędzie o południkowym przebiegu w środkowej części Mirowskich Skał, w odległości około 0,5 km od Zamku w Mirowie. Przez wspinaczy skalnych zaliczana jest do Grupy Turni Kukuczki. W grupie tej w kolejności z południa na północ znajdują się skały: Studnisko, Szafa i Turnia Kukuczki.
Turnia Kukuczki stanowiąca północne zakończenie grzędy jest najwyższą skałą w całym paśmie Skał Mirowskich. Ma wysokość 24 m i  zbudowana jest z twardych wapieni skalistych. Nadano jej nazwę dla uczczenia himalaisty Jerzego Kukuczki, który jako pierwszy w 1975 r. pokonał na niej rysę, przez wspinaczy skałkowych opisywaną jako Komin Kukuczki. Turnia Kukuczki ma połogie, pionowe lub przewieszone ściany i występują w niej takie formacje skalne jak: komin, filar, rysa i okap. Składa się z kilku odcinków opisywanych przez wspinaczy skalnych jako Turnia Kukuczki, Turnia Kukuczki II, Turnia Kukuczki III, Turnia Kukuczki IV. Poprowadzili na niej łącznie 24 drogi wspinaczkowe o stopniu trudności od IV do VI.5 w skali Kurtyki. Przeważają drogi trudne, są wśród nich także ekstremalnie trudne. Większość dróg posiada dobrą asekurację (ringi i punkty asekuracyjne). Ściany wspinaczkowe o wystawie wschodniej, północnej i zachodniej.

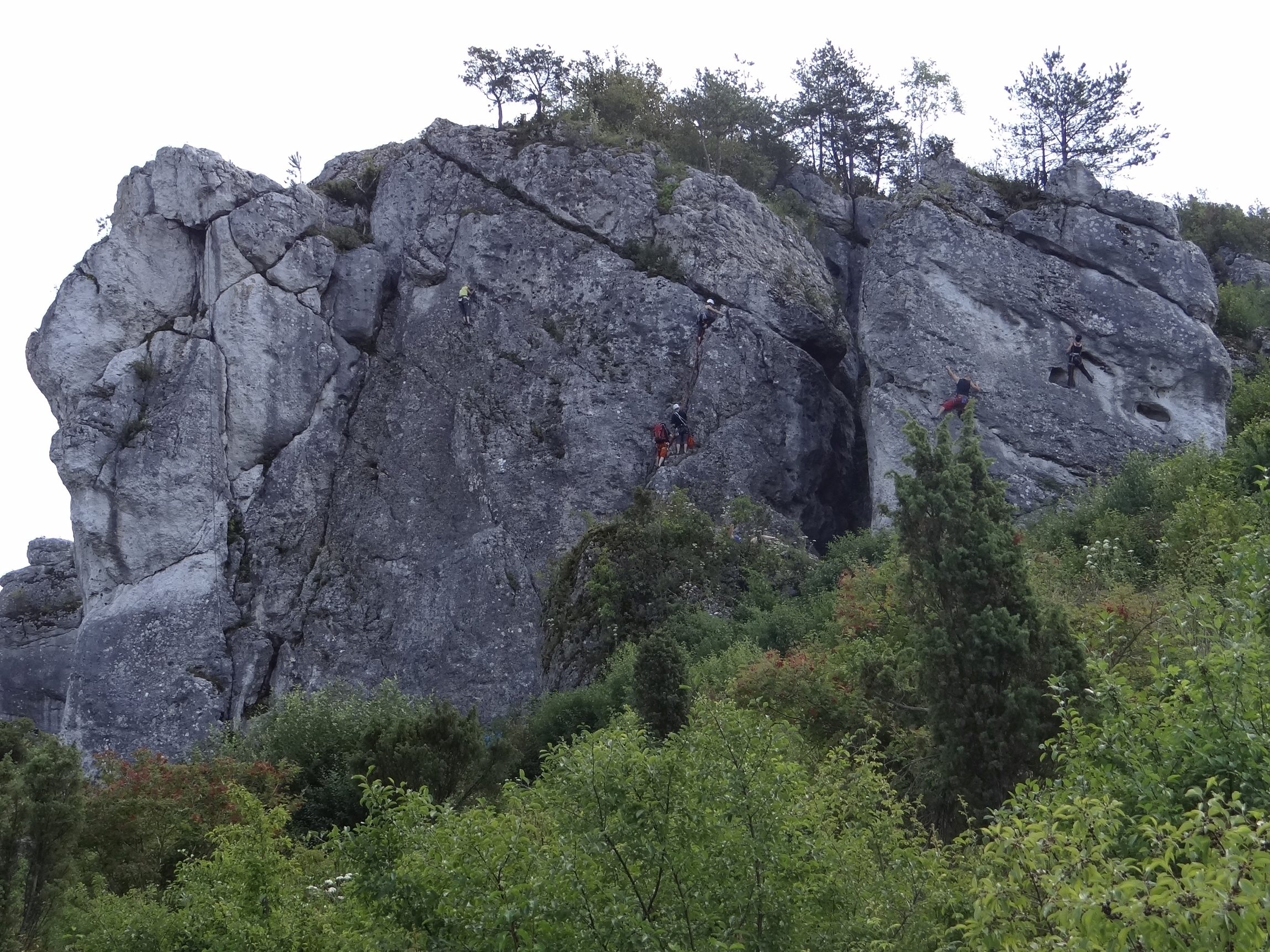
Ściana zachodnia
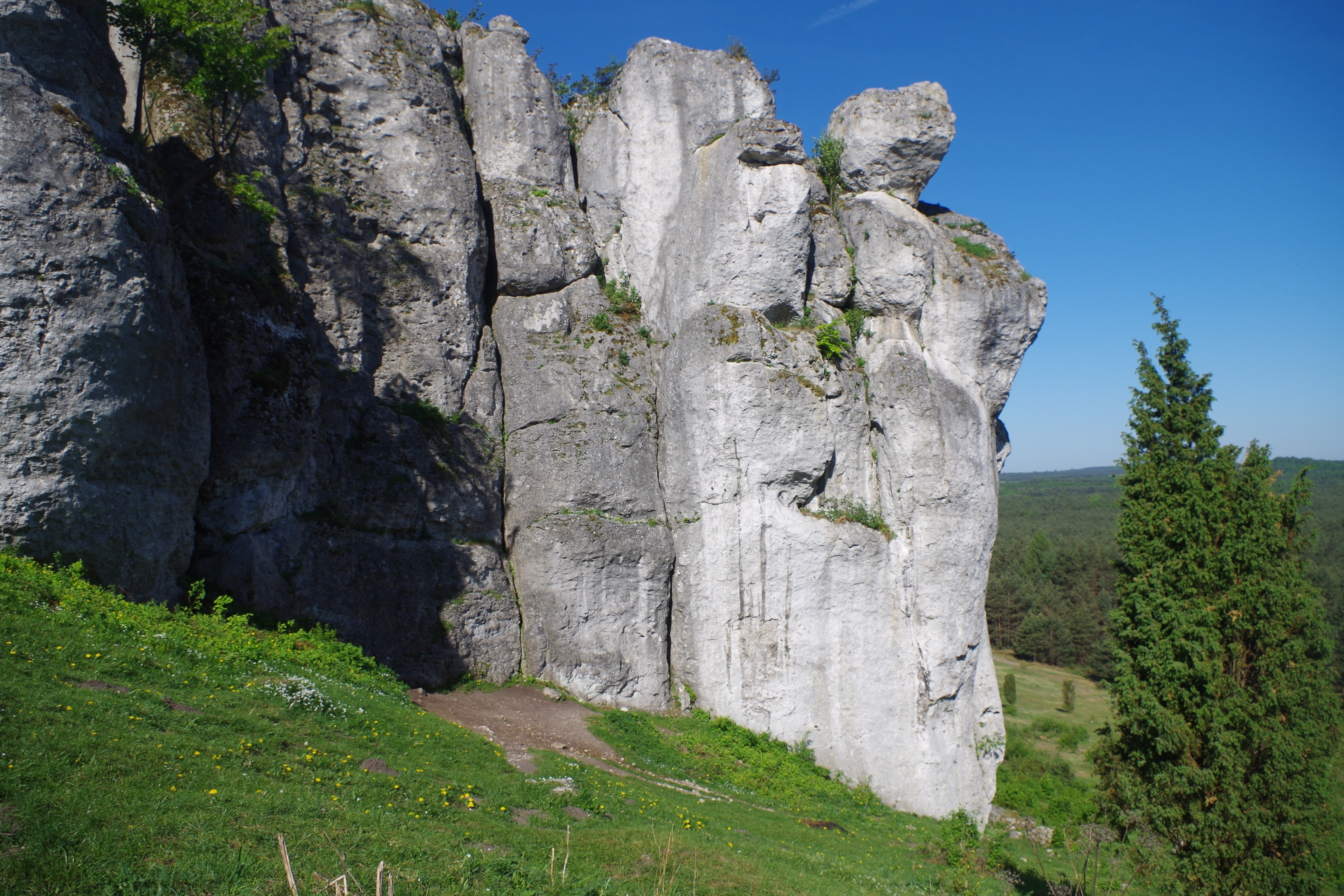
Ściana wschodnia
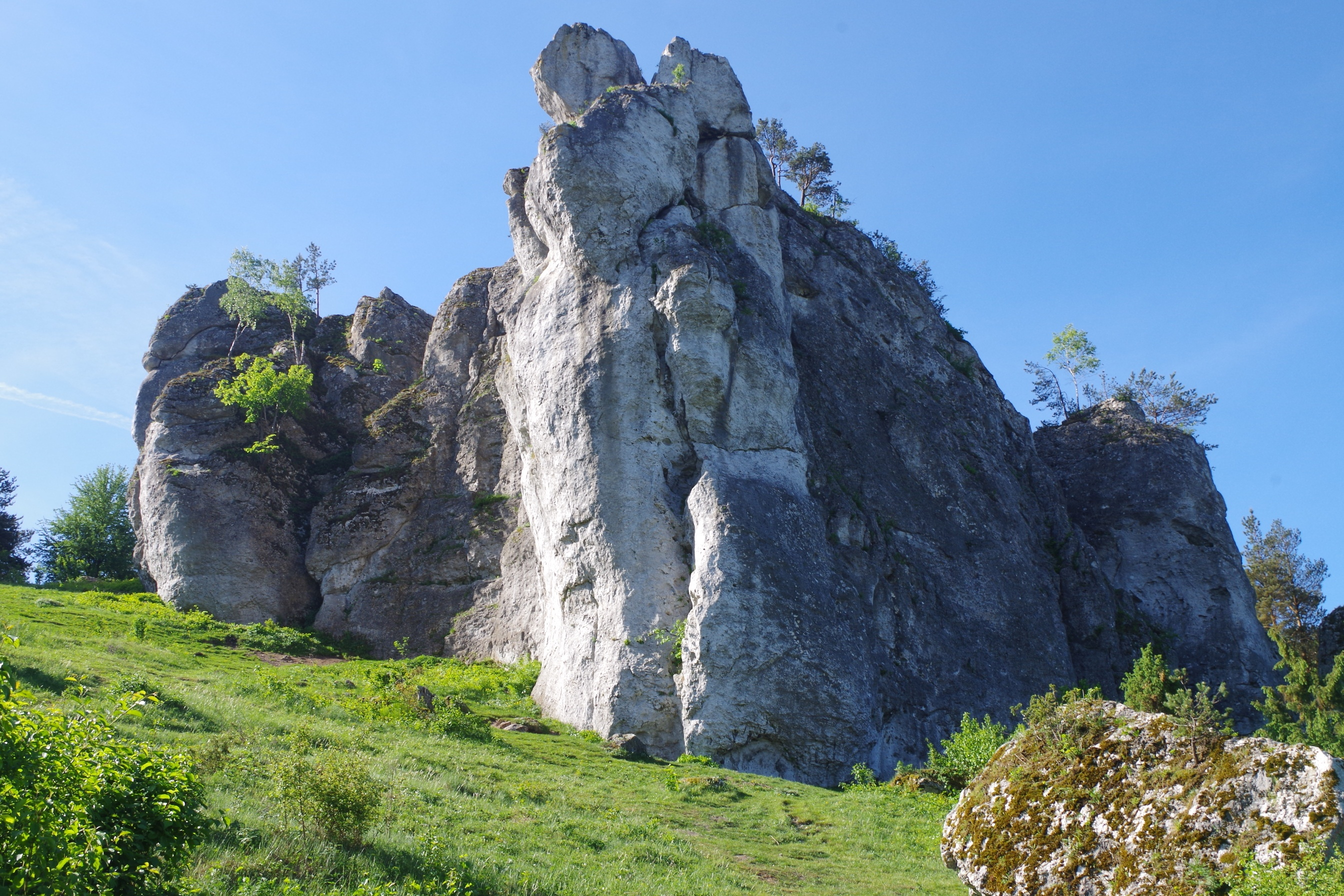
Widok od południa na filary i Komin Kukuczki
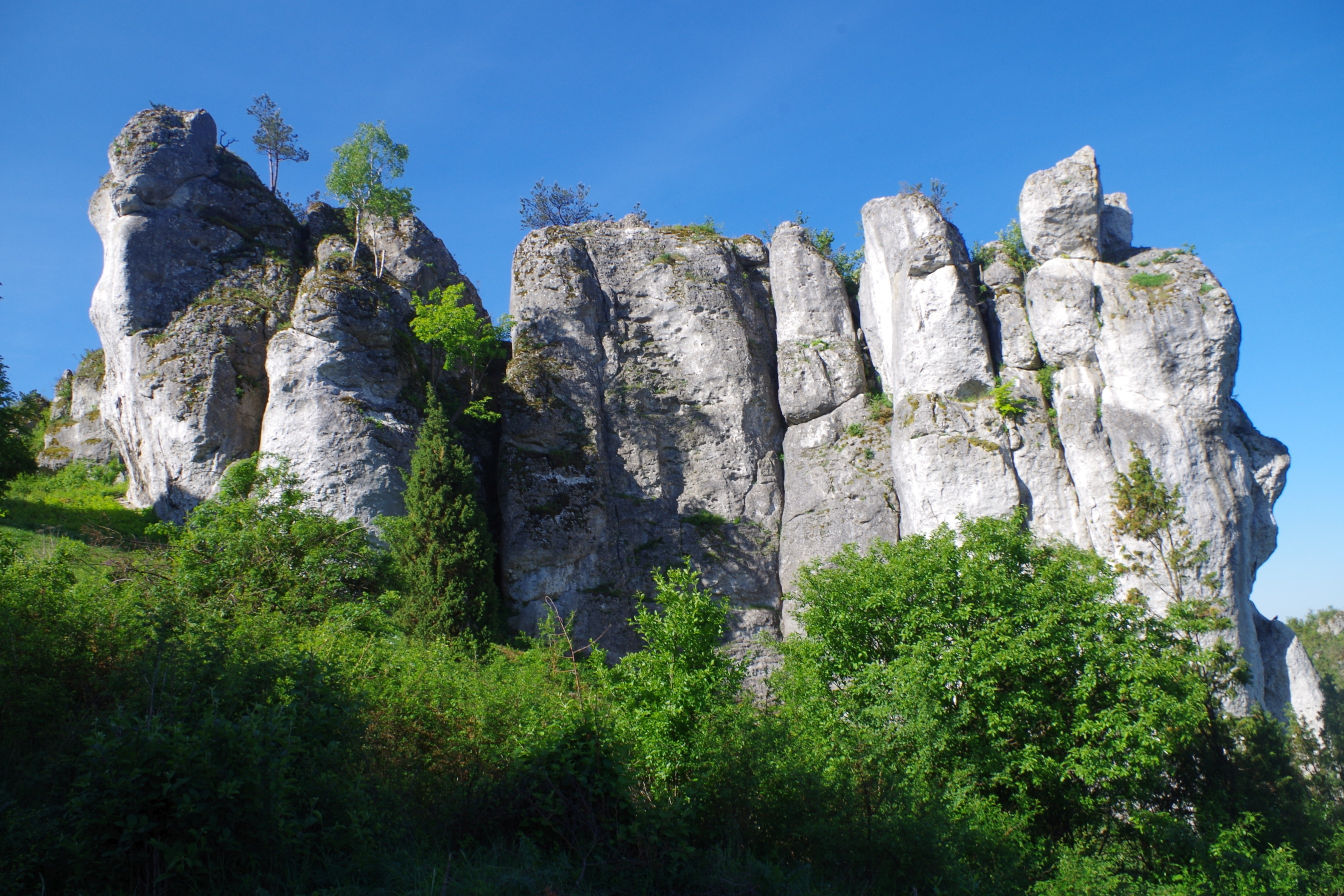
Grupa Turni Kukuczki od wschodu